# Kopete
Kopete ([kɔ'pete] копе́те, чилийский диалект испанского — «выпивание с друзьями», жарг. Копыто) — гибкая и расширяемая мультипротокольная программа с открытым исходным кодом для интерактивного обмена сообщениями через множество протоколов, построенная по принципу подключаемых систем. Она является частью интегрированного рабочего окружения KDE. Все протоколы являются подключаемыми модулями и допускают помодульную установку, настройку и использование без какой-либо перенастройки основного приложения для вновь загруженных модулей. Целью системы Kopete является обеспечение пользователей простым интерфейсом для всех систем интерактивного обмена сообщениями и в то же время обеспечить разработчиков простым средством для разработки модулей для новых протоколов. Основные разработчики системы Kopete предоставляют всем пользователям небольшой набор подключаемых модулей и дополнительно ряд шаблонов для новых разработок.

## Протоколы
Kopete позволяет пользователям использовать следующие протоколы:
- Bonjour
- Facebook[7]
- Gadu-Gadu
- OSCAR (в том числе AIM и ICQ)
- XMPP
- MSN
- .NET Messenger Service
- Novell GroupWise
- QQ
- SMS
- Skype (с использованием официального клиента)
- Xfire (с использованием стороннего плагина)

## Возможности
- Группировка окон с сообщениями через вкладки для лёгкого переключения бесед
- Псевдонимы для контактов
- Метаконтакты
- Уведомления, включая всплывающие окна и звуки
- Интеграция с KAddressBook и KMail
- Смайлики
- Поддержка веб-камер
- Проверка орфографии

## Подключаемые модули
По умолчанию, Kopete включает следующие модули:
- Автозамена
- Статус соединения
- Примечания к контакту
- Шифрование
- Выделение (Highlight)
- Журнал разговоров
- KopeTeX (отображение формул {\displaystyle \mathrm {L\!\!^{{}_{\scriptstyle A}}\!\!\!\!\!\;\;T\!_{\displaystyle E}\!X} })
- Присутствие в сети
- Сейчас звучит
- Статистика
- Текстовые эффекты
- Переводчик
- Закладки
- Псевдоним
- Netmeeting

Также, доступны сторонние модули, в частности:
- Off-the-Record Messaging — позволяет шифровать разговоры.[9]
- Анти-спам — позволяет избавиться от сообщений со спамом путём простого вопроса для всех новых контактов.[10]